# Cerco de Manzicerta
O cerco de Manzicerta ocorreu em 1054 quando o sultão seljúcida Tugril I (r. 1037–1063) sitiou a cidade de Manzicerta com a intenção de tomá-la do Império Bizantino no contexto de sua invasão do planalto Armênio. Tugril sitiou a cidade por trinta dias usando todos os tipos de máquinas de cerco, mas a cidade resistiu. Um relato histórico citou a defesa bem-sucedida contra o uso de tartarugas leves pelos seljúcidas, os abrigos móveis que protegiam os homens e as armas de cerco do fogo de mísseis. Diz-se que o comandante local Basílio armazenou grandes vigas afiadas, que foram atiradas nas tartarugas que avançavam, derrubando-as no processo. A própria cidade foi capaz de resistir ao ataque devido à sua muralha tripla e acesso à água de nascente. Dezessete anos depois, os seljúcidas teriam maior sucesso contra o imperador Romano IV (r. 1068–1071) sob o sultão Alparslano (r. 1063–1073) no mesmo lugar, com a cidade caindo no rescaldo da famosa derrota bizantina em 1071.